# Hipposideros inornatus
Hipposideros inornatus (McKean, 1970) è un pipistrello della famiglia degli Ipposideridi endemico dell'Australia.

## Descrizione

### Dimensioni
Pipistrello di medie dimensioni, con la lunghezza della testa e del corpo tra 75 e 79 mm, la lunghezza dell'avambraccio tra 68 e 74 mm, la lunghezza delle orecchie tra 23 e 27 mm e un peso fino a 35 g.

### Aspetto
Le parti dorsali sono marroni chiare, mentre le parti ventrali sono biancastre o marroni chiare. È presente una fase completamente arancione. Le orecchie sono larghe ed appuntite. La foglia nasale presenta una porzione anteriore ampia e con 3-4 fogliette supplementari su ogni lato e una porzione posteriore ampia, con tre setti che la dividono in 4 celle profonde. La coda è lunga e si estende leggermente oltre l'ampio uropatagio.

## Biologia

### Comportamento
Si rifugia all'interno di grotte o miniere abbandonate.

### Alimentazione
Si nutre di scarafaggi, falene, blatte e cavallette catturati in prossimità di fonti d'acqua.

## Distribuzione e habitat
Questa specie è conosciuta soltanto nella Terra di Arnhem, nella parte più settentrionale dello stato australiano del Territorio del Nord.
Vive nelle foreste ripariali e nei boschi di eucalipto.

## Conservazione
La IUCN Red List, considerato che il numero di individui maturi totale è tra 300 e 1.000, distribuito in un'area protetta estesa e ben gestita, classifica H.inornatus come specie vulnerabile (VU).